# Adonal Foyle
Adonal David Foyle (Canouan, San Vicente y las Granadinas, 9 de marzo de 1975) es un exjugador de baloncesto estadounidense que jugó durante 12 temporadas en la NBA. Con 2,08 metros de estatura, jugaba en la posición de pívot.

## Carrera

### Universidad
Foyle asistió a la Universidad de Colgate, donde fue el máximo reboteador de la historia de la universidad y segundo máximo anotador. Abandonó la NCAA como máximo taponador de todos los tiempos con 492, a pesar de haber jugado tres temporadas (Wojciech Myrda batió su récord en 2002).

### NBA
Fue seleccionado en el Draft de la NBA de 1997 en la octava posición por Golden State Warriors. A lo largo de su carrera ha promediado 4.5 puntos y 1.9 tapones por partido, finalizando entre los diez máximos taponadores por partido de la temporada en tres ocasiones.
En julio de 2004, los Warriors renovaron a Foyle por seis años a razón de 42 millones de dólares. El contrato fue criticado por los aficionados, considerando que era demasiado excesivo para un jugador que promedia alrededor de 20 minutos por partidos y ofensivamente es muy limitado. En las dos últimas temporadas, Foyle ha perdido el rol de titular a favor de tres jugadores diferentes, entre ellos el joven Andris Biedriņš. En la campaña 2005-06, promedió 4.5 puntos, 5.5 rebotes y 1.6 tapones en 23.7 minutos por noche, mientras cobraba 7.312,500 $.
En agosto de 2007 ficha por Orlando Magic como agente libre. El 19 de febrero de 2009 fue traspasado a Memphis Grizzlies. Tras ser despedido por los Grizzlies, Foyle regresó a los Magic. El 17 de agosto de 2010 anunció su retirada del baloncesto profesional.

## Estadísticas

### Temporada regular

#### Temporada regular
| Año     | Equipo       | PJ  | PT  | MPP  | %TC  | %3P  | %TL  | RPP | APP | ROB | TPP | PPP |
| ------- | ------------ | --- | --- | ---- | ---- | ---- | ---- | --- | --- | --- | --- | --- |
| 1997–98 | Golden State | 55  | 1   | 11.9 | .406 | .000 | .435 | 3.3 | .3  | .2  | .9  | 3.0 |
| 1998–99 | Golden State | 44  | 0   | 14.0 | .430 | .000 | .490 | 4.4 | .4  | .3  | 1.0 | 2.9 |
| 1999–00 | Golden State | 76  | 59  | 21.8 | .508 | .000 | .378 | 5.6 | .6  | .3  | 1.8 | 5.5 |
| 2000–01 | Golden State | 58  | 37  | 25.1 | .416 | .000 | .441 | 7.0 | .8  | .5  | 2.7 | 5.9 |
| 2001–02 | Golden State | 79  | 36  | 18.8 | .444 | .000 | .398 | 4.9 | .5  | .5  | 2.1 | 4.8 |
| 2002–03 | Golden State | 82  | 0   | 21.8 | .536 | .000 | .673 | 6.0 | .5  | .5  | 2.5 | 5.4 |
| 2003–04 | Golden State | 44  | 8   | 13.0 | .454 | .000 | .543 | 3.8 | .4  | .1  | 1.0 | 3.1 |
| 2004–05 | Golden State | 78  | 50  | 21.8 | .502 | .000 | .556 | 5.5 | .7  | .3  | 2.0 | 4.5 |
| 2005–06 | Golden State | 77  | 72  | 23.7 | .507 | .000 | .612 | 5.5 | .4  | .6  | 1.6 | 4.5 |
| 2006–07 | Golden State | 48  | 6   | 9.9  | .565 | .000 | .440 | 2.6 | .4  | .2  | 1.0 | 2.2 |
| 2007–08 | Orlando      | 82  | 0   | 9.4  | .458 | .000 | .471 | 2.5 | .2  | .2  | .6  | 1.9 |
| 2008-09 | Orlando      | 9   | 0   | 6.6  | .636 | .000 | .500 | 2.9 | .1  | .0  | .9  | 1.9 |
| 2008-09 | Memphis      | 1   | 0   | 3.0  | .000 | .000 | .000 | .0  | .0  | .0  | .0  | .0  |
| Total   |              | 733 | 269 | 17.8 | .476 | .000 | .499 | 4.7 | .5  | .4  | 1.6 | 4.1 |

### Playoffs
| Año     | Equipo       | PJ | PT | MPP | %TC   | %3P  | %TL  | RPP | APP | ROB | TPP | PPP |
| ------- | ------------ | -- | -- | --- | ----- | ---- | ---- | --- | --- | --- | --- | --- |
| 2006–07 | Golden State | 3  | 0  | 2.0 | 1.000 | .000 | .000 | .7  | .0  | .0  | .0  | .7  |
| 2007–08 | Orlando      | 3  | 0  | 3.7 | .333  | .000 | .000 | 1.0 | .0  | .0  | .0  | .7  |
| 2008–09 | Orlando      | 2  | 0  | 2.0 | .000  | .000 | .000 | .5  | .0  | .0  | .0  | .0  |
| Total   |              | 8  | 0  | 2.5 | .400  | .000 | .000 | .8  | .0  | .0  | .0  | .5  |